# Hier et Aujourd'hui
Albums de Gilbert Bécaud
Olympia 73
(1973) Olympia 76
(1975)
Hier et Aujourd'hui (30cm - Pathé Marconi / EMI 2 C 064-13002) est un album studio de Gilbert Bécaud sorti en 1974 avec les directions d'orchestres de Gabriel Yared, Christian Gaubert, Raymond Bernard, N. Perito, Bernard Gérard. Cet album renferme quelques nouveautés, associées à certains titres antérieurs n'ayant jamais figurés sur un album 33 tours.

## Face A
1. L'Hirondelle (Pierre Delanoë/Gilbert Bécaud) [3 min 35 s]
2. Le Gitan qui rit tout le temps (Maurice Vidalin/Gilbert Bécaud) [3 min 48 s]
3. Le Bal masqué (Pierre Delanoë/Gilbert Bécaud) [2 min 50 s]
4. Ce monde t'attend (Charles Aznavour/Gilbert Bécaud) [3 min 54 s]
5. Il y a des moments si merveilleux (Louis Amade/Gilbert Bécaud) [4 min 20 s]
6. Félicitations (Pierre Delanoë/Gilbert Bécaud) [3 min 54 s]
7. Et le spectacle continue (Pierre Delanoë/Gilbert Bécaud) [4 min 05 s] (1972)

## Face B
1. Galilée (Pierre Delanoë/Gilbert Bécaud) [2 min 40 s] (1960)
2. Les Petites Mad'maselles (Maurice Vidalin/Gilbert Bécaud) [2 min 50 s] (1966)
3. Les cerisiers sont blancs (Maurice Vidalin/Gilbert Bécaud) [2 min 55 s] (1968)
4. Les Tantes Jeanne (Maurice Vidalin/Gilbert Bécaud) [2 min 25 s] (1963)[1]
5. Mademoiselle Lise (Maurice Vidalin/Gilbert Bécaud) [3 min 00 s] (1966)
6. Les Créatures de rêve (Pierre Delanoë/Gilbert Bécaud) [2 min 30 s] (1969)
7. L'Enterrement de Cornélius (Pierre Delanoë/Gilbert Bécaud) [3 min 54 s] (1960)

## Crédits
- Direction orchestre :
  - Face A : 1, 3 : Gabriel Yared, 2, 4, 5, 6 7 : Christian Gaubert
  - Face B : 1, 4, 5, 7 : Raymond Bernard, 3, 6 : Bernard Gérard, 2 : N. Perito